# Mnogovódne
Mnogovódne (en (ucraïnès): Многоводне, en rus: Многоводное, Mnogovódnoie) és un poble de la República Autònoma de Crimea, a Ucraïna, que el 2014 tenia 486 habitants. Pertany al districte rural de Djankoi. Fins al 1948 la vila es deia Arteziànske.